# Großblütiger Hundszahn
Der Großblütige Hundszahn (Erythronium grandiflorum) ist eine Art aus der Familie der Liliengewächse (Liliaceae).

## Merkmale

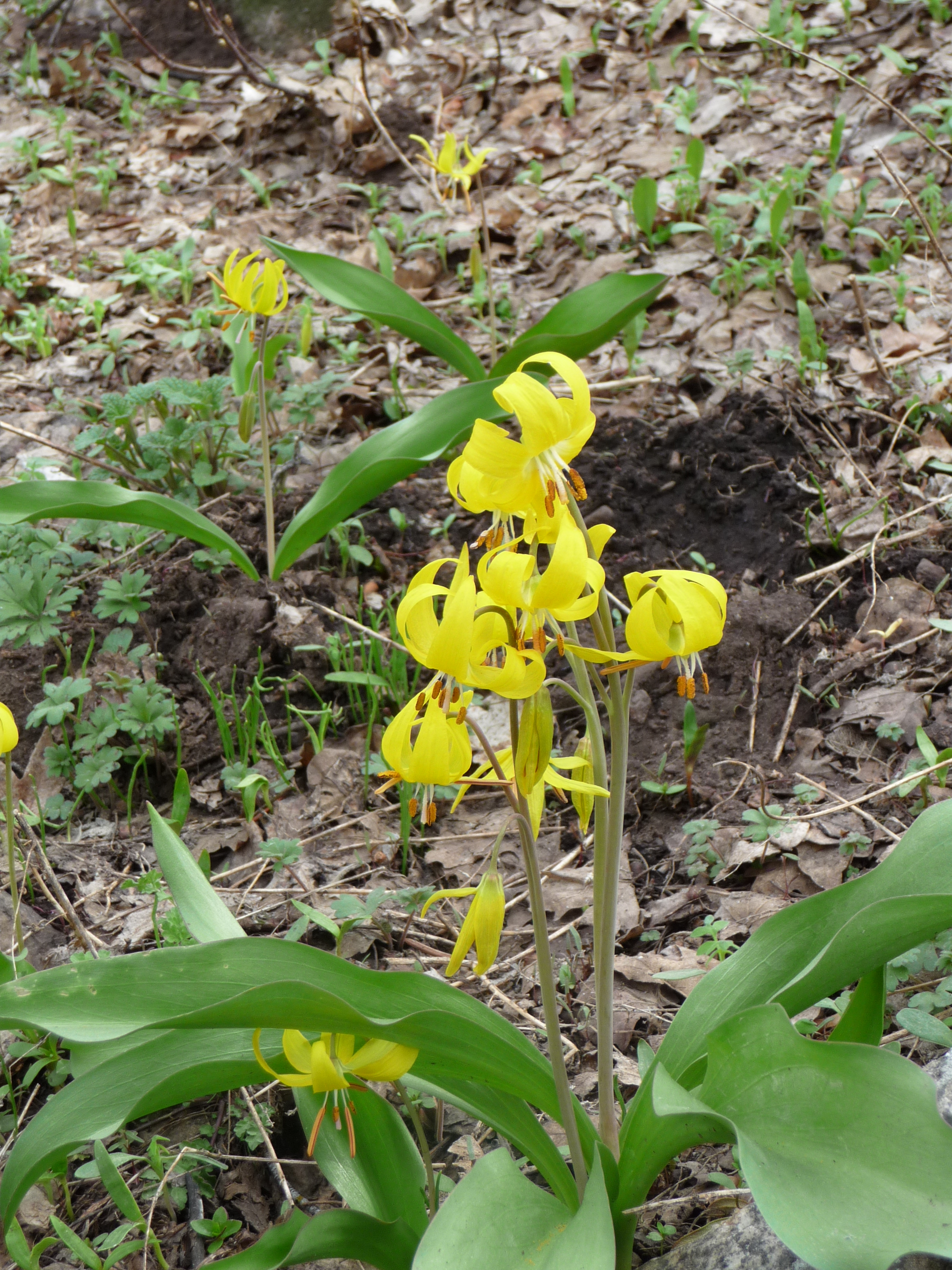
Großblütiger Hundszahn (Erythronium grandiflorum subsp. grandiflorum)

Der Großblütige Hundszahn ist eine ausdauernde, krautige Zwiebelpflanze, die Wuchshöhen von 5 bis 30 Zentimeter erreicht. Die Blätter sind nicht gescheckt. Die Perigonblätter sind 20 bis 35 Millimeter lang und schmal eiförmig. Bei der Unterart Erythronium grandiflorum subsp. grandiflorum sind die Perigonblätter gelb gefärbt mit einer blassen Zone am Grund, bei der seltenen Erythronium grandiflorum subsp. candidum Piper sind sie cremefarben bis weiß mit gelbem Grund. Die Griffel sind 10 bis 15 Millimeter lang. Die Narbe ist ungeteilt oder weist 2 bis 4 (selten ab 1) Millimeter lange und zurückgebogene Lappen auf.
Die Blütezeit reicht von April bis Mai, selten beginnt sie schon im März.
Die Chromosomenzahl beträgt 2n = 24.

## Vorkommen
Der Großblütige Hundszahn kommt im westlichen Amerika vom nördlichen New Mexico und Nord-Kalifornien bis Süd-Alberta und Süd-British Columbia vor. Die Art wächst auf subalpinen Wiesen und in offenem Waldland in Höhenlagen von 300 bis 2100 Meter.

## Nutzung
Der Großblütige Hundszahn wird selten als Zierpflanze für Gehölzränder, schattige Steingärten und Rabatten genutzt. Die Art ist seit spätestens 1833 in Kultur.

## Belege
- Eckehart J. Jäger, Friedrich Ebel, Peter Hanelt, Gerd K. Müller (Hrsg.): Rothmaler. Exkursionsflora von Deutschland. Band 5: Krautige Zier- und Nutzpflanzen. Spektrum Akademischer Verlag, Berlin Heidelberg 2008, ISBN 978-3-8274-0918-8, S. 680.